# Arlanza Ediciones
Arlanza Ediciones editorial fue creada por el grupo editorial del diario El Mundo del siglo XXI, creado por Pedro J Ramírez y otros miembros del antiguo grupo editorial del Diario 16. 
Edita publicaciones del grupo como las revistas La Aventura de la Historia o Descubrir el Arte. y libros así mismo dedicados al mundo de las humanidades, historia y arte.